# Зеленчик великий
Зеленчик великий (Chloropsis sonnerati) — вид горобцеподібних птахів родини зеленчикових (Chloropseidae).

## Поширення
Вид поширений у Південно-Східній Азії від півдня М'янми і Таїланду через Малайзію і Сінгапур до Великих Зондських островів (Суматра, Калімантан, Ява, Натуна, Балі).

## Опис
Птах завдовжки 18-21 см. Тіло міцної статури. Дзьоб конічний, довгий, ледь зігнутий. Крила заокруглені. Хвіст квадратний. Ноги міцні.
Обидві статі мають зелене оперення, зверзу з блакитним відтінком. У самців є лицьова маска чорного кольору та два коротких синьо-фіолетових «вуса» з боків дзьоба. У самиці горло жовтого кольору.

## Спосіб життя
Живе у вологих тропічних лісах з густим пологом. Активний вдень. Трапляється поодинці або під час шлюбного періоду парами. Всеїдний. Живиться комахами та фруктами, інколи нектаром. Розмножуються в будь-яку пору року. Моногамні птахи. Самиця будує чашоподібне гніздо між гілками дерев. У гнізді 2-3 яйця рожевого кольору. Насиджує самиця. Інкубація триває 14 днів. Самець підгодовує партнерку під час насиджування. Про пташенят піклуються обидвоє батьків.